# El Món (tarot)

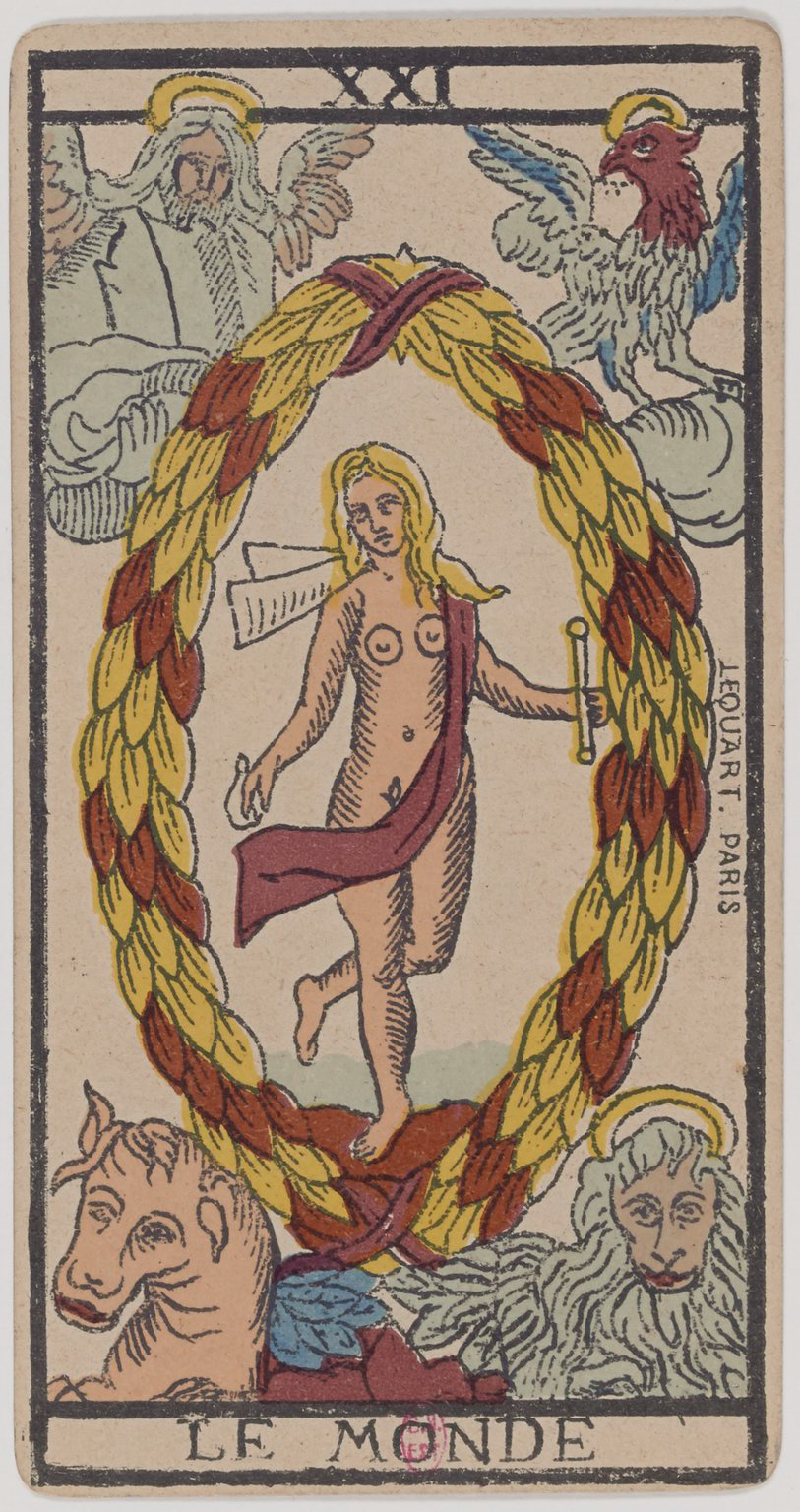
El Món, vint-i-unè arcà major del tarot. Representació del Tarot de Marsella.

El Món (XXI) és el trumfo o arcà major número vint-i-u en les baralles de tarot i s'utilitza tant per als jocs populars de tarot com en la cartomància.

## Disseny

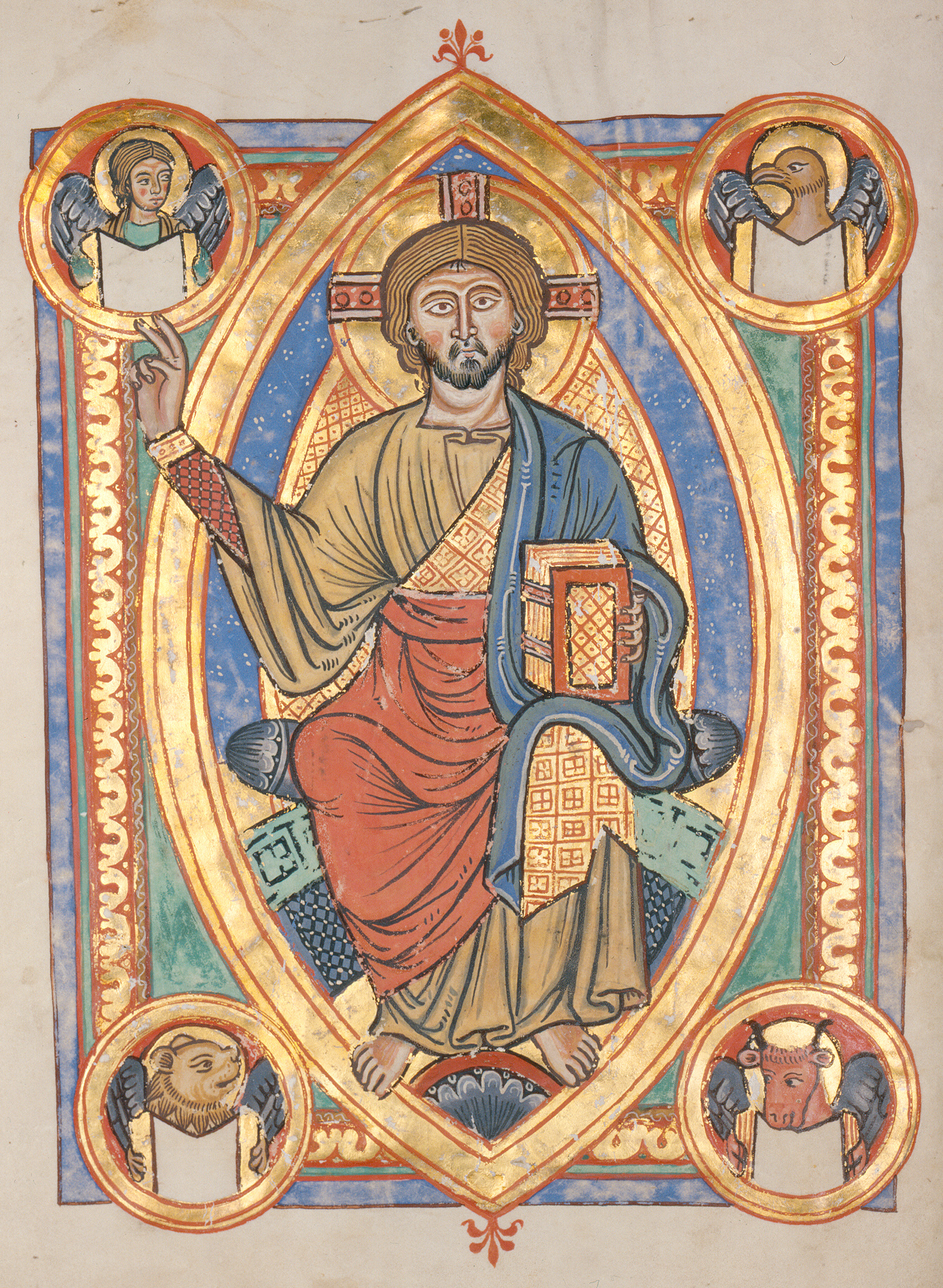
Crist en majestat dins una màndorla i envoltat pels emblemes dels quatre evangelistes en un manuscrit alemany medieval.

Una figura despullada camina o dansa sobre el terra, sostenint un bastó en una mà (element actiu) i un recipient en l'altra (element passiu), envoltada per una màndorla mentre vàries criatures l'observen. En les baralles més antigues, com el Tarot de Marsella o el Tarot Bolonyès, aquestes son un tetramorf: un rostre humà, un de lleó, un bou i una àguila, els símbols dels Quatre Evangelistes. Les quatre figures fan referència també al Llibre de Revelacions, 4:7, on el tron de Déu és descrit: "I la primera bèstia era com un lleó, i la segona bèstia com un vedell, i la tercera bèstia va tenir una cara com a d'home, i la quarta bèstia era com una àguila voladora." En baralles més modernes, per tal d'evitar un simbolisme tan obertament cristià, o per tal d'ignorar-lo totalment, aquestes figures s'expliquen com a representacions del món natural o del regne animal. D'acord amb la tradició astrològica, el lleó és Leo, un signe de foc; el brau o el vedell és Taure, un signe de terra; l'home és Aquari, un signe d'aigua i l'àguila és Escorpió, un signe d'aigua. Tots quatre representen, doncs, els quatre elements clàssics, que a la vegada ens remeten als quatre colls dels arcans menors.
La màndorla constitueix un element molt característic d'aquesta carta, i no és estrany si tenim en compte el seu valor simbòlic. D'acord amb el simbolisme de santa Hildegarda de Bingen, la màndorla es refereix al cosmos. Alberto Couste, es refereix a ella com una garlanda, establint el procés iconogràfic inicial a l'Índia, on nombroses divinitats han estat tradicionalment emmarcades per aquest nimbus oval, que al·ludeix a l'ou del món. Amb el temps passaria a la Mediterrània conservant el seu valor sagrat, de manera que trobam deïtats com Mitra, el Sol radiant, representat durant l'època hel·lenística com un home jove i despullat dins una garlanda en la que figuraven els signes del zodíac. També Cronos fou representat en algunes ocasions en una posició semblant. Més tard el cristianisme presentaria nombrosos sants amb envoltats per aquesta màndorla com a representació de santedat. Per altra es tracta d'un símbol molt relacionat amb l'Etern Femení, de manera que imbueix a la carta amb aquesta essència.
En algunes baralles la màndorla és un ouroboros mossegant la seva pròpia cua. En el Tarot de Thoth d'Aleister Crowley el nom d'aquesta carta és l'Univers.

## Interpretació
El Món representa el final d'un cicle de la vida, una pausa abans d'inicial el següent cicle amb el Boig. La figura és a la vegada mascle i femella, suspesa entre el cel i la terra. És completa. També representa la consciència còsmica, el potencial de la unió perfecta amb l'univers. Ens diu que la felicitat plena és també per entregar, per compartir allò què hem après o que hem guanyat.
Segons Robert M. Place en el seu llibre El Tarot, les quatre bèsties de la carta representen la quàdruple estructura del món físic, que emmarca el centre sagrat del món, un lloc on la divinitat pot manifestar-se. Sofia, (la dona de dansa en el centre), és l'esperit o el centre sagrat, el cinquè element. És la quarta de les virtuts Cardinals en el Tarot. La figura del centre és, per aquest motiu, un símbol de l'objectiu dels cercadors místics. En algunes de les baralles més antigues, aquesta figura central és Crist, o la Verge Maria en altres, Hermes. Quan aquesta carta apareix, representa allò que realment es desitja.
Couste també li atribueix valors molt positius, com el de finalització, recompensa, èxit complet o circumstàncies molt favorables. És l'arcà que representa l'apoteosi, la culminació de l'Obra. També Jodorowsky parla de la culminació, la realització o totalitat. Tanmateix, però, ambdós adverteixen també del costat fosc que pot amagar aquest arcà: aïllament, començaments difícils, obstacles formidables o dispersió.
| Precedit per: El Judici (XX) | Arcans majors del Tarot | Succeït per: El Boig |

El Món (XXI)
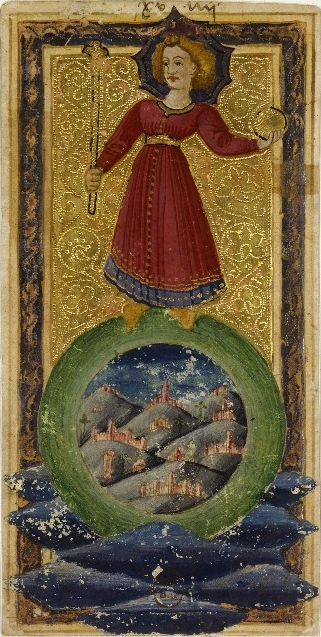
Tarot de Charles VI o de Gringonneur, Segle XV
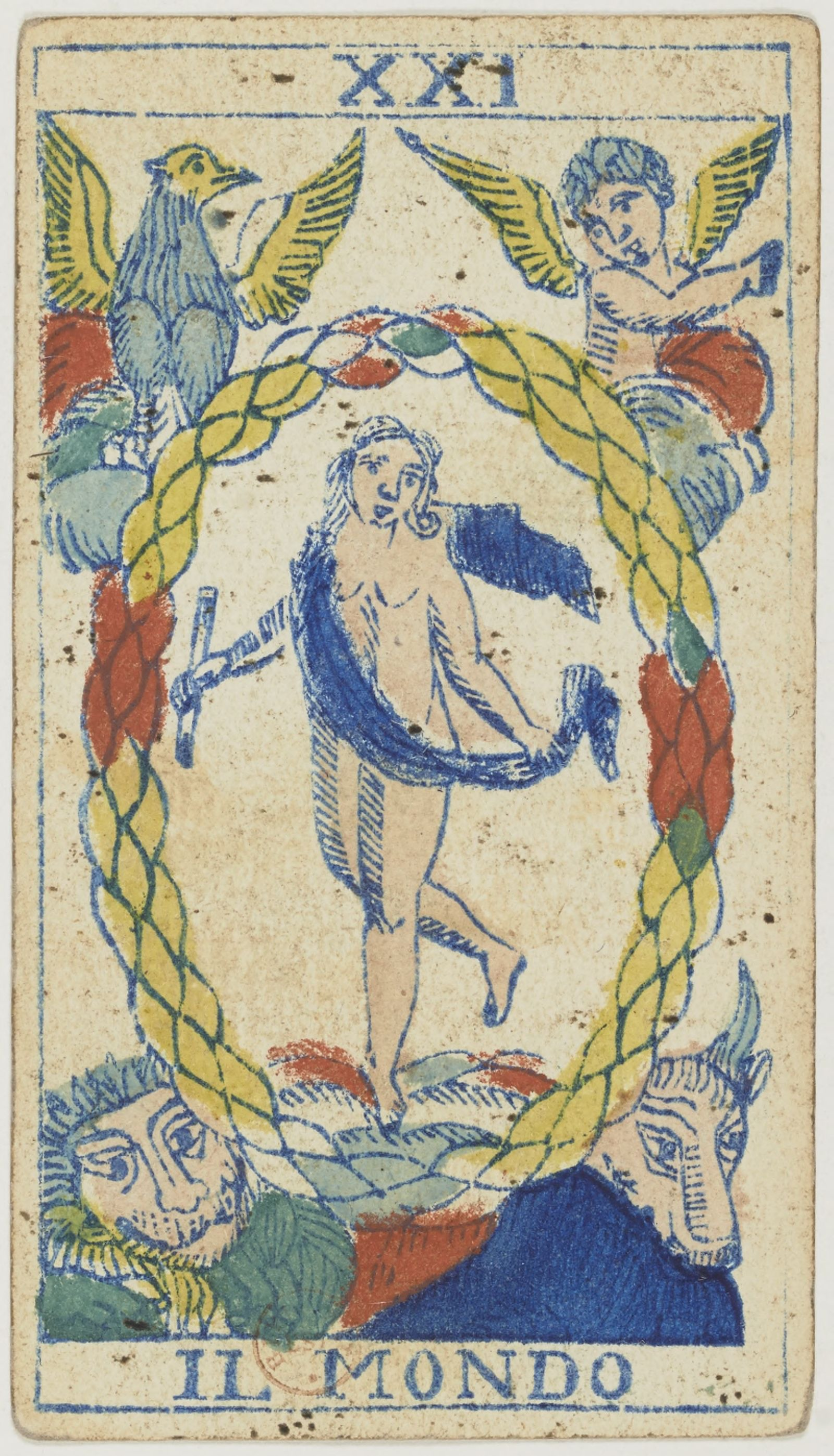
Tarot Piemontès, 1865
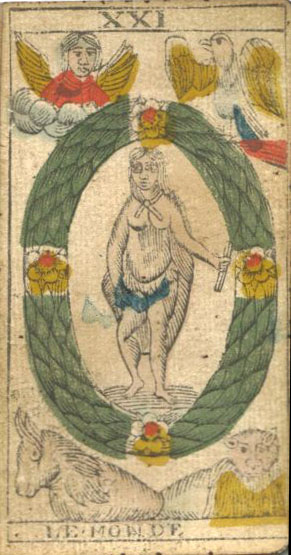
Tarot de Besançon, 1820-30
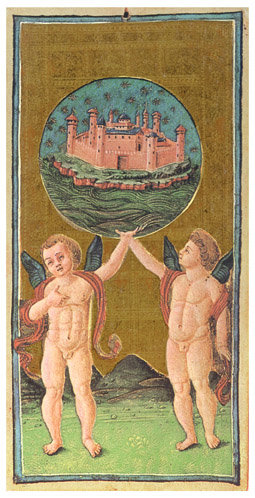
Tarot Visconti-Sforza, 1450
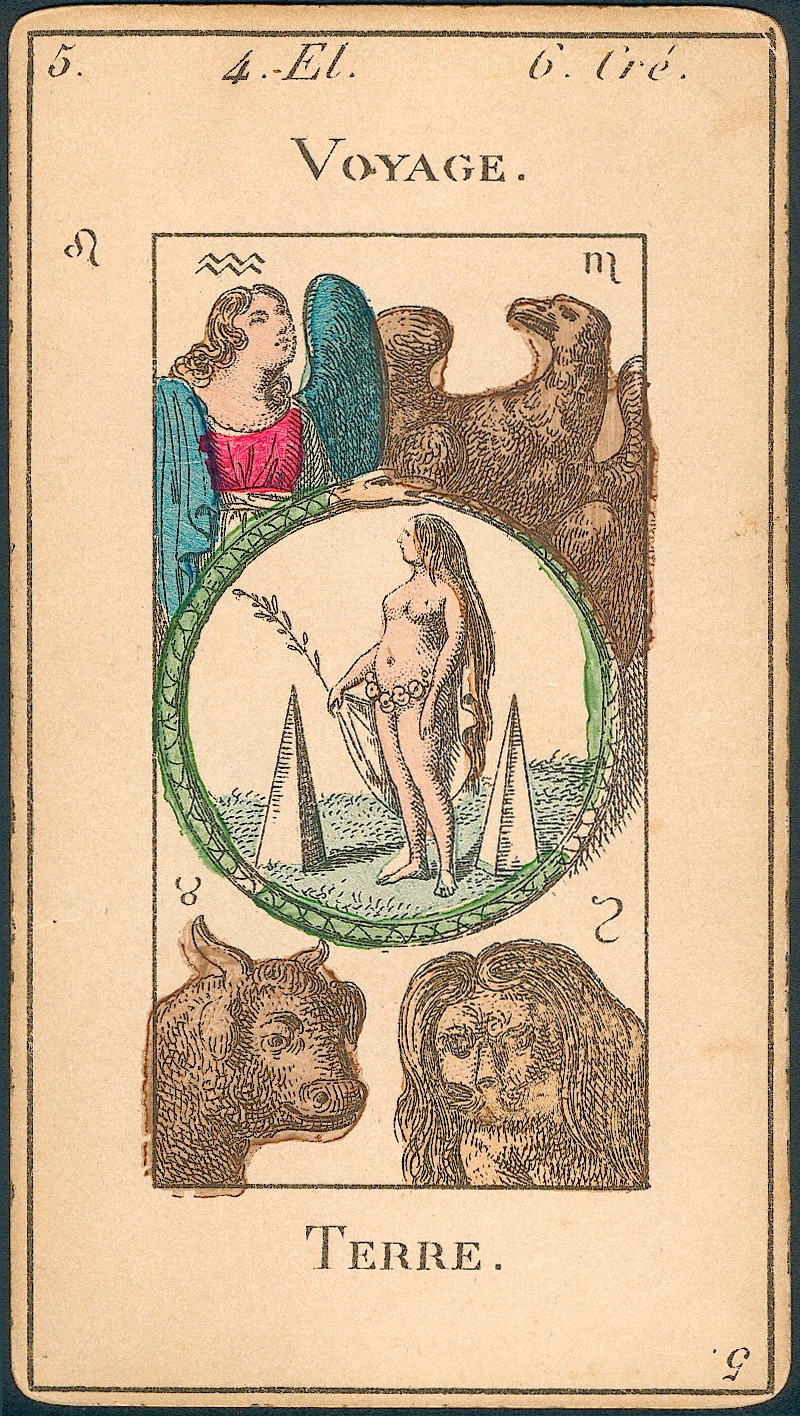
Tarot d'Etteilla, cap a 1890.
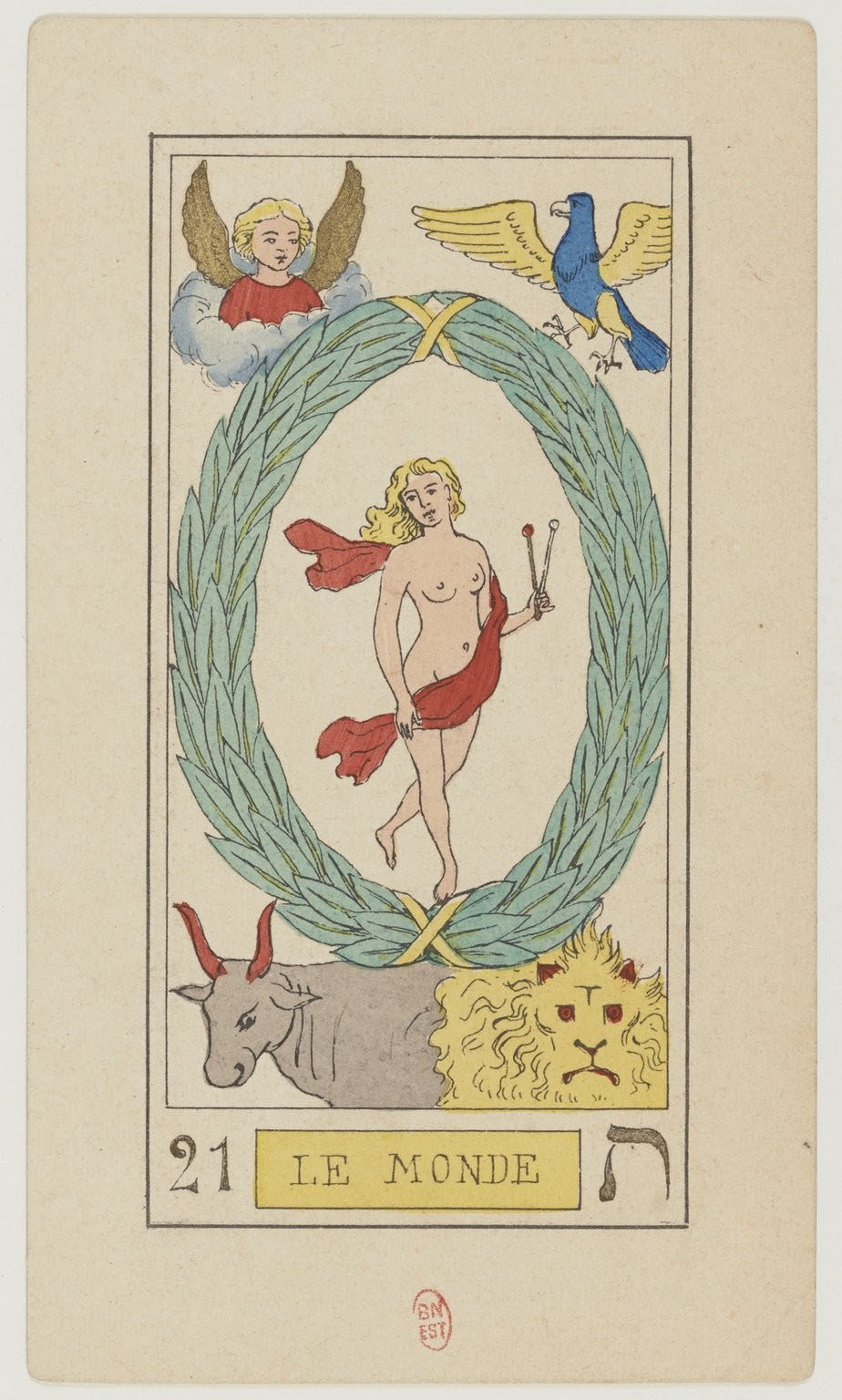
Tarot d'Oswald Wirth, 1889.
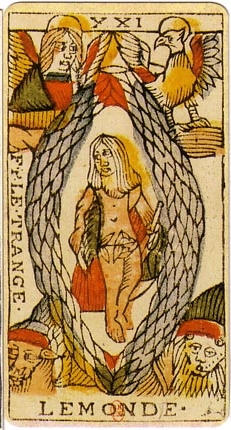
Tarot de Jean Dodal, entre 1701 i 1715.
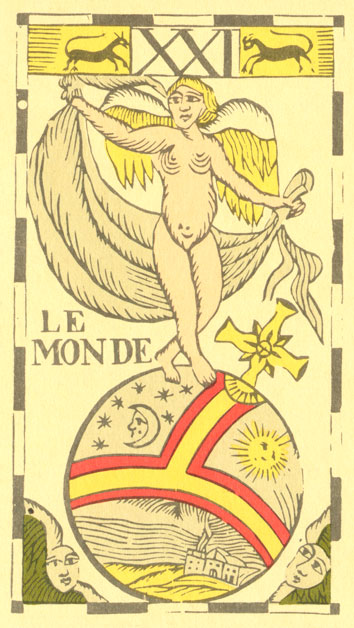
Tarot Flamand, 1780
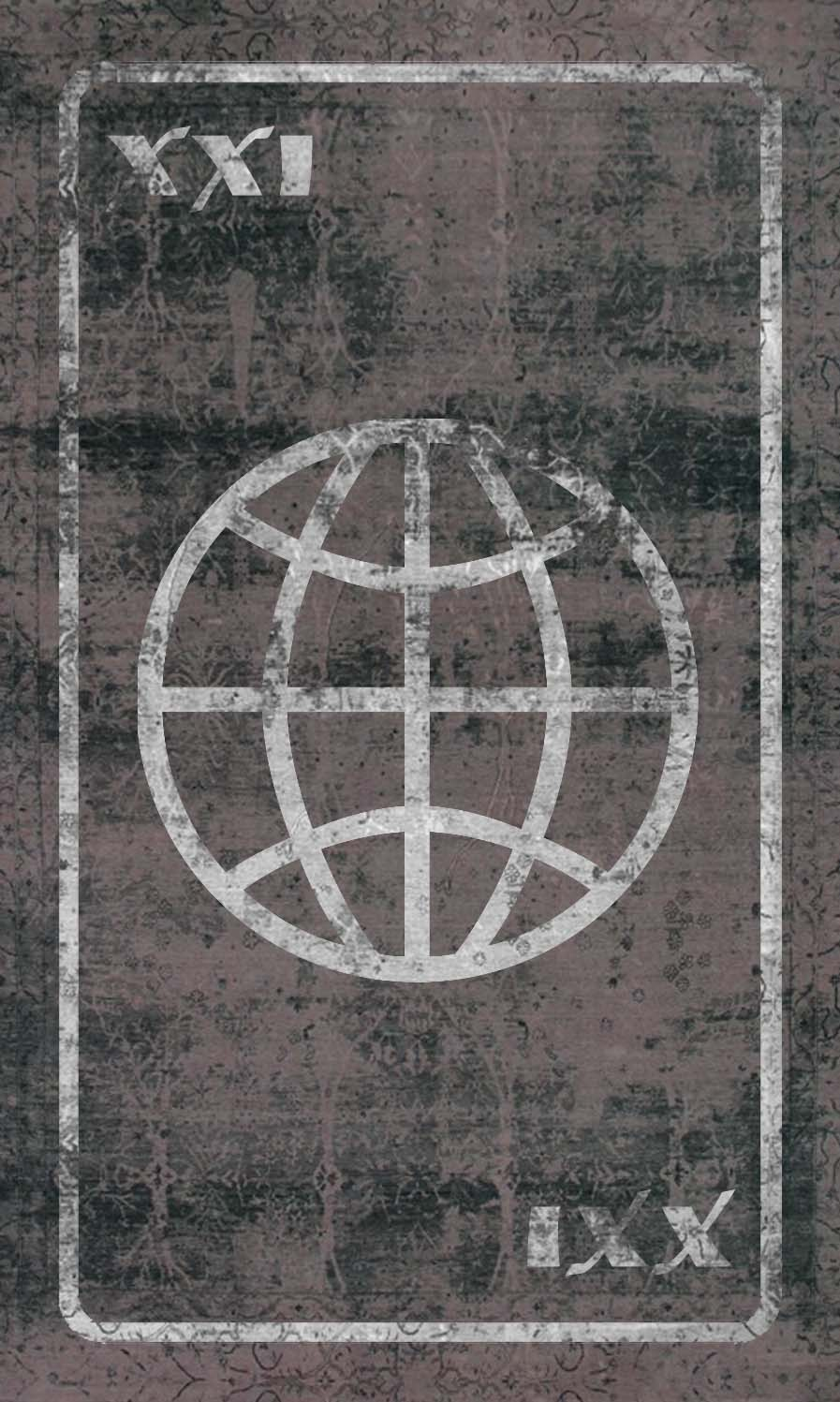
Tarot Satànic
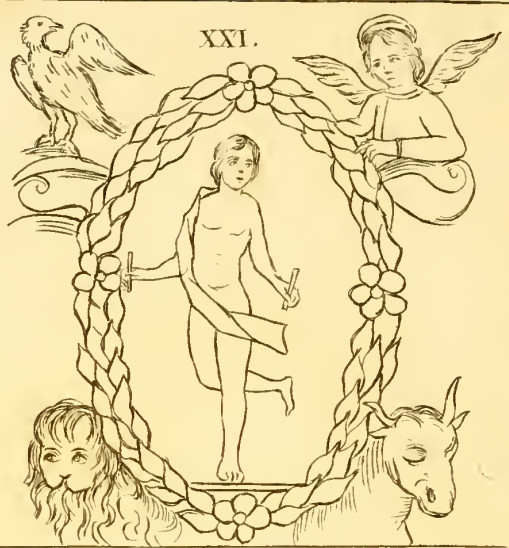
Disseny del trumfo del tarot d'Antoine Court de Gébelin per al seu assaig Du Jeu des Tarots, 1781.
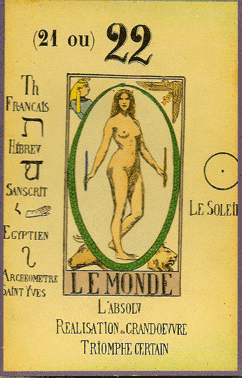
Disseny de l'arcà per al llibre de Papus Le Tarot Divinatoire. Le Livre des Mystères et les Mystères du Livre. Clef du tirage des cartes et des sorts. Avec la reconstitution complète des 78 lames du Tarot Égyptien et de la méthode d'interprétation. Les 22 arcanes majeurs et les 56 arcanes mineurs (1909).